# Sigma Kaprikornidy
sigma Kaprikornidy (SCP) – coroczny rój meteorów aktywny od 15 lipca do 11 sierpnia. Jego radiant znajduje się w gwiazdozbiorze Koziorożca. Maksimum roju przypada na 20 lipca, jego aktywność jest określana jako niska, a obfitość roju wynosi 5 meteorów/h. Prędkość w atmosferze meteorów tego roju to 30 km/s.
Pierwszych obserwacji roju dokonał niemiecki astronom Cuno Hoffmeister w roku 1937 podczas ekspedycji do południowo-zachodniej Afryki.